# Alessandro Esseno

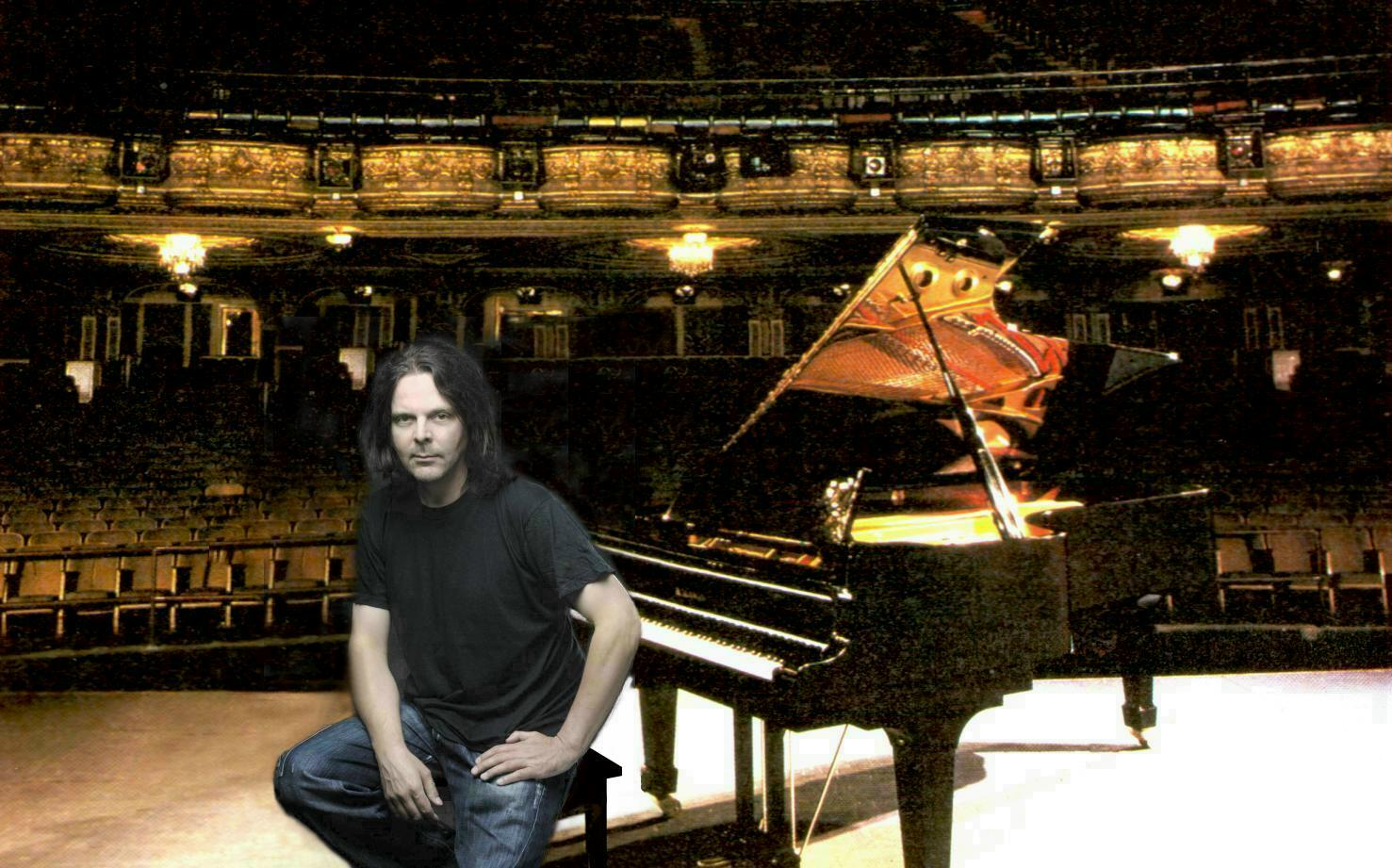
Alessandro Esseno 2009.

Alessandro Esseno (Roma, 27 de junio de 1969) es un compositor y pianista italiano.
Inicia el estudio del piano con el hermanastro de Arturo Benedetti Michelangeli, sucesivamente cerca del Conservatorio de Santa Cecilia en Roma. Completa lo estudios con los profesores Boris Porena y Antonio Scarlato en composición y Silvana Silla en piano, más un curso de música electrónica con el compositor contemporáneo Domenico Guaccero.
En los años ochenta colabora como teclista y arreglador con algunos de los más importantes artistas italianos en la RCA, y en los Estados Unidos con el grupo de rock Toto. En el 1990 publica sus primeros álbumes a los que sigue un tour italiano y la publicación del disco siguiente en 1992 seguido de un tour europeo.
En el 1995 está en tour en Italia con el Milano Concerti a quien(es) sigue, después de una larga preparación, la publicación del disco siguiente en el 2003. En el mismo año inicia a su actividad como compositor con Rai Trade por el que realiza una serie de trabajos en ola sobre las redes Rai con éxito entre cuyo Russicum, Morire di política, El Padre (La vida del fundador del Opus Dei Josemaría Escrivá de Balaguer) y Viaggio nel sud. 
En el 2006 publica el nuevo disco La terra non finisce all'orizzonte. En 2007 se da cuenta, en el orden de Ministerio del Interior, la música original de la serie Una noche, un sábado por la noche sobre la matanza de la noche del sábado, de hecho, especialmente entre los jóvenes. 
En 2008 compuso la música original de Viaje al Sur, 5-programa de punto de la Rai, dirigida por Amedeo Ricucci, un remake de la transmisión del mismo nombre Sergio Zavoli. En 2009 crea música original para una película/documental sobre la figura del periodista Carlo Casalegno, que murió en 1977 víctima de las Brigate Rosse. En agosto fue invitado al prestigioso Festival de Ravello al lado de nombres en el proyecto de ley de Claudio Abbado y Chick Corea, donde presentó un adelanto del nuevo álbum de piano como solista titulado Pictures por todo el mundo 6 de octubre. En 2010 en paralelo a la gira "Pictures tour", crea música original para una película sobre la figura de Franco Basaglia, así como el tratamiento de la música de un documental sobre la bailarín Rudolf Nureyev.

## Discografía

### Álbumes
- Esseno (1990)
- Da mondi sconosciuti (1992)
- Tutta la rabbia del mondo (1994)
- In viaggio (2000)
- Immagini sonore (2001)
- Tracce di Cristo (2002)
- Immagini sonore 2 (2003)
- In questo momento  (2003)
- Scomposizioni (2004)
- Piano solo (2004)
- Dimensioni (2004)
- Alessandro Esseno trio (2004)
- In questo momento (ristampa) (2005)
- Suonivisivi (2005)
- Voce fuori campo (2005)
- La terra non finisce all'orizzonte (2006)
- Una notte di un sabato sera (2007)
- Nea (2007)
- La mia libertà (2007)
- Amore e Psiche (2008)
- Decomposizioni (2008)
- Quando il tempo finirà (2009)
- Musica capovolta  (2009)
- Pictures (2010)
- Live through the years (2014)
- Simphonicty (2014)
- La legge del continuo mutamento (2015)

## Obras
- Lullaby para marimba, vibráfono, gloenkspiel y timbales (1985)
- Fractures para piano (1985)
- Cuarteto de Cuerdas No. 1 (1985)
- Alfa y Omega música electrónica (1986)
- Péndulo música electrónica (1986)
- Visions para orquesta (1986)
- Atmósfera zero para orquesta (1986)
- Poética de tesseratto para  órganos (1987, revisada en 1997)
- Routes ipnogogici para 3 solo voces y 7 instrumentos (1987)
- Thypon para soprano y mezzo soprano solista, coro y orquesta (1987)
- Concierto for Cello  ( 1987)
- Octet para 8 voces solistas (1987)
- Metamorphoses durante el día para Orquesta (1988)
- Dos estudios para órgano (1988, 1989)
- Aeon for clave (1989)
- Concierto para piano y orquesta n º 1 en La bemol mayor (1990)
- Synapse for 12 cuerdas solistas (1990)
- Cuarteto de Cuerdas No. 2 (1990)
- Tres piezas para Quinteto de viento (1990)
- Concierto de Cámara para 10 instrumentos (1992)
- De-tonazioni para orquesta (1992)
- Doble Concerto para flauta, oboe contrabajo y orquesta (1992)
- Timeless Clocks por 10 voces femeninas (1993)
- Poetics de San Francisco for orquesta (1993-94)
- Después de la Deluge para piano, marimba y timbales (1994)
- Concierto para piano y orquesta No.2 en fa sostenido menor (1995)
- Estudios para piano libro I (1995)
- Concierto para piano y orquesta n º 3 en Do sostenido menor (1996)
- Concierto para violín (1996)
- Estudios para piano libro II (1997-98)
- Concierto para Bremen para Horn y orquesta de cámara (1998-99, revisado en 2003)
- Estudios para piano libro III (1998-2001)
- Cuarteto de Cuerdas No. 3 (1999)
- Patterns study en el canto de las ballenas y las 6 muestras de orquesta (2000)
- Noises fund para dos marimbas y cinta (2001)
- La aspiración desperation for voz solista y cinta (2002)
- Sonido Rings para sin anillo de acero y piano preparado (2003)
- Perception ancestrales para for cinta y 4 muestras (2004)
- Fons et Origo para arpa y cinta (2005)
- Waiting for dos sopranos y orquesta de cámara (2007)
- Curves to 4 sintetizadores, dos samplers y orquesta de cámara (2008)
- Música para Ebe for percusión Tibetano y cinta (2010)

## El método de composición hypno-ancestrales
Desde finales de los 90 ', un método muy personal de la composición se concreta luego rebautizada método hypno-ancestrales, que se utilizará de forma sistemática por el compositor durante la década 2000-2010. Desde los primeros experimentos con una serie de instrumentos acústicos como el piano y cuerdas, el método se codifica en una serie de cuadros como la numerología, (a la manera de los pitagóricos), haciendo uso, entre otras cosas, el cálculo del personal de biorritmos, fases de la luna, así como técnicas de meditación del Hatha Yoga tipo, e incluso estados de la mediumnidad semi-trance o canalización. La aplicación de este método se basa principalmente en las células y atonales polirrítmica una fuerza hipnótica va a chocar en una "serie" suena con bandas superior e inferior en una especie de "magma" de sonido en flujo continuo, puede crear una desorientación de ensueño en el oyente, así como causar ningún tipo de conciencia del espacio-tiempo. Lejos de ser un fin en sí mismo sólo intelectual, el método desarrollado por el vicio Esseno versa inspiración tiene sus raíces en la música tribal africano de los pueblos primitivos de la cuenca y el Oriente Medio, poniendo esto en las teorías de la física cuántica relacionada con la percepción de los sonidos y el paso del tiempo. En comparación con otros métodos tales como la composición dodecafónica o de contrapunto, que expresan nada, pero sí en relación con el material musical, el método va más allá, al unirse inseparablemente con el concepto de entropía, la energía, entendida como la vibración de los sonidos que pueden elevar espiritualmente es que correr, el que oye. A diferencia de géneros como el New Age o con frecuencia otros, de puro entretenimiento, las composiciones de Esseno difieren en temas de espesor y culturales, siempre caía en la realidad de nuestro tiempo.

## "Pictures" El registro de la consagración al público en general
Más bien como cristales de nieve que las composiciones musicales, las canciones de "Pictures", lanzado en octubre de 2010, declarar el compositor y la madurez profesional y el pianista Alessandro Esseno. Premiado como el álbum anterior, con un considerable número de descargas, así como las ventas, el álbum es una obra única en el instrumental tener éxito en la difícil combinar la "universalidad" y "usabilidad" de escuchar a todas las latitudes. Una sencillez ascética es el hilo conductor de metro que une todas las canciones a excepción de la portada del disco "Hang On To A Dream" de América cantautor Tim Hardin, y el "Piano improvisations" bonus track, un homenaje a la pianista virtuoso Friedrich Gulda y Joe Sullivan. Todas las demás son fractales, conchas marinas, los copos de nieve, precisamente, las formas de sonido evanescente horas fuerte, pero sin hacer referencia al piano de costumbre, que parece que nunca se han escuchado los Esseno. En este sentido, "Pictures" marca el paso de etiquetado como "minimalismo" o "post-minimalismo", para dar lugar a formas musicales libres para expandirse en cualquier dirección. No es una novela de historias, cortas en lugar del piano, donde las notas nos hablan de un tiempo lejano donde todo era prístino, aunque incluso con la presencia de los seres humanos. Los hombres y las mujeres difieren de las de hoy, sin embargo, en la visión de un futuro en lugar de los Esseno. Un mundo con los seres humanos en el centro de la vida y no no-materialista valores, pero la utopía de un lugar que era y tal vez algún día volverá a serlo. Todo esto en la música de este disco, donde las teclas del piano al oyente de la mano que se lo llevara al lugar donde los sueños nacen.

## Curiosidad
El apellido Esseno deriva de la comunidad de los Esenios venida a la tapa después del descubrimiento de los Manuscritos del Mar Muerto en el 1947. El apellido ha sido depositado en el 1988 y no puede ser usado por ningún otro artista al mundo.[cita requerida]